# Глен Рок (Њу Џерзи)
Глен Рок (енгл. Glen Rock) град је у америчкој савезној држави Њу Џерзи.

## Демографија
По попису из 2010. године број становника је 11.601, што је 55 (0,5%) становника више него 2000. године.
| Група             | 2000.          | 2010.         |
| Белци             | 10.163 (88,0%) | 9.691 (83,5%) |
| Афроамериканци    | 209 (1,8%)     | 159 (1,4%)    |
| Азијати           | 748 (6,5%)     | 1.054 (9,1%)  |
| Хиспаноамериканци | 314 (2,7%)     | 527 (4,5%)    |
| Укупно            | 11.546         | 11.601        |